# Stazione di Stanghella
Stazione di Stanghella vasútállomás Olaszországban, Veneto régióban, Stanghella településen.

## Vasútvonalak
Az állomást az alábbi vasútvonalak érintik:
- Padova–Bologna-vasútvonal

## Kapcsolódó állomások
A vasútállomáshoz az alábbi állomások vannak a legközelebb: 
- Stazione di Sant'Elena-Este
- Stazione di Rovigo